# خوان مانويل فالينسيا
خوان مانويل فالينسيا (بالإسبانية: Juan Manuel Valencia)‏ (20 يونيو 1998 في كولومبيا - ) هو لاعب كرة قدم كولومبي في مركز الوسط.